# Má-fé

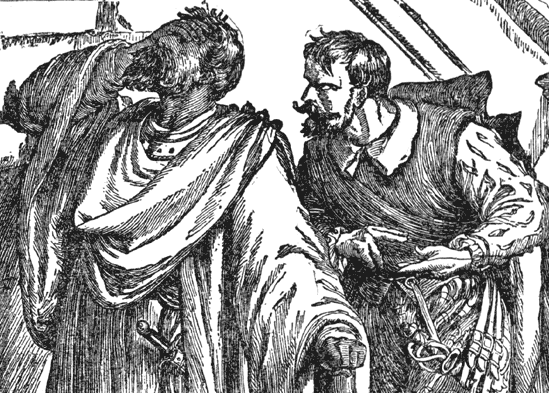
Iago (à direita) e Otelo, personagens da tragédia Otelo, de Shakespeare. O desfecho trágico da peça resulta, em grande parte, dos conselhos que Iago, usando de má-fé, dá a Otelo.

Má-fé (em latim: mala fides) é uma forma sustentada de engano que consiste em entreter ou fingir entreter um conjunto de sentimentos enquanto age como se fosse influenciado por outro. Está associado à hipocrisia, quebra de contrato, afetação e conversa fiada. Pode envolver engano intencional de outros ou autoengano.
Alguns exemplos de má-fé incluem: soldados agitando uma bandeira branca e depois disparando quando o inimigo se aproxima para fazer prisioneiros (cf. perfídia); um representante da empresa que negocia com trabalhadores sindicais sem intenção de se comprometer; um promotor que defende uma posição legal sabendo que ela é falsa; e uma seguradora que usa linguagem e raciocínio deliberadamente enganosos para negar um sinistro.
Na filosofia, após a análise de Jean-Paul Sartre dos conceitos de autoengano e má-fé, o último conceito foi examinado em campos especializados no que se refere ao autoengano como duas mentes agindo de forma semi-independente dentro de uma mente, com uma enganando a outra. A má-fé pode ser vista em alguns casos como não envolvendo engano, como em alguns tipos de hipocondria com manifestações físicas reais. Questiona-se sobre a veracidade ou falsidade de declarações feitas de má-fé e autoengano; por exemplo, se um hipocondríaco faz uma reclamação sobre sua condição psicossomática, ela é verdadeira ou falsa?
A má-fé tem sido usada como termo artístico em diversas áreas envolvendo feminismo, supremacia racial, negociação política, processamento de sinistros de seguros, intencionalidade, ética, existencialismo, negacionismo climático, e a lei.

## Definição
No livro O Ser e o Nada (1943), o filósofo Jean-Paul Sartre definiu a má-fé (fr. mauvaise foi) como a ação de uma pessoa esconder a verdade de si mesma. Que "aquele a quem a mentira é contada e aquele que mente são uma e a mesma pessoa, o que significa que devo conhecer a verdade, na minha qualidade de [o] enganador, embora [a verdade] esteja oculta de mim na qualidade de enganado"; assim, na práxis da má-fé, "devo conhecer essa verdade com muita precisão, para ocultá-la de mim mesmo com mais cuidado — e isso não em dois momentos diferentes da temporalidade".
Uma pessoa que escolhe o autoengano é a questão fundamental sobre a má-fé: o que torna possível o autoengano? Para que um mentiroso consiga enganar a vítima, o mentiroso deve saber que a mentira é uma falsidade. Para ser enganada com sucesso, a vítima deve acreditar que a mentira é verdadeira. Quando uma pessoa age de má-fé, essa pessoa é ao mesmo tempo mentirosa e vítima da mentira. A contradição em que uma pessoa em autoengano de má-fé acredita que algo é verdadeiro e falso ao mesmo tempo.
As pessoas mantêm falsas crenças apesar de estarem cientes de que suas falsas crenças são contrariadas pelos fatos da realidade externa; assim, essas crenças são mantidas de má-fé em relação a si mesmo.

## Na teologia
Na Bíblia, a duplicidade aparece como uma metáfora para a fé religiosa literalmente incorreta. Vários comentaristas e tradutores discutiram ser de duas crenças ou fés como sendo de coração duplo ou mente dupla. O Dicionário Webster equipara a má-fé a "ter dois corações". "Duplo coração" também é traduzido como "dupla mente", ou como sendo "de dois corações", "de duas mentes" ou almas, de duas atitudes, de duas lealdades, de dois pensamentos, de duas crenças, ou de duas almas ao mesmo tempo. A Bíblia hebraica e as Epístolas do Novo Testamento admoestam os crentes religiosos a não serem indecisos. Em Salmos  119:113, uma tradução é "Odeio os homens de mente dúbia, mas amo a tua lei." A New Living Translation enfatiza a lealdade dividida, traduzindo a passagem como "Eu odeio aqueles com lealdades divididas, mas amo suas instruções."
A Epístola de Tiago adverte contra confiar em uma pessoa que "perpetuamente discorda de si mesma". "Tomar o nome do Senhor em vão", a má-fé justifica ações sabidamente erradas ao reivindicar uma direção de Deus ou autoridade religiosa para assumir posições antiéticas ou defender crenças falsas, quando uma pessoa deveria saber o contrário. Comentando a mente dúbia em Tiago 1 e sua relação com a hipocrisia em Mateus 6:22, o Jamieson-Fausset-Brown Bible Commentary diz "dúplice, literalmente, 'dupla alma', uma alma voltada para Deus, a outra para outra coisa [...] Não é um hipócrita que se quer dizer, mas um homem inconstante, 'vacilante', como mostra o contexto". A tradução de Alford da Bíblia usa o "vacilante" da literatura grega antiga para expressar "mente dupla".
Em Tiago 1:8, denota instabilidade de uma atitude cognitiva, "ele é um homem de mente dúbia, instável em atitude". Na God's Word Translation, "uma pessoa que tem dúvidas está pensando em duas coisas diferentes ao mesmo tempo e não consegue se decidir sobre nada". A Young's Literal Translation traduz isso como sendo "duas almas". No comentário de Adam Clarke sobre a Bíblia, um homem de mente dupla é uma das duas almas em que uma é para a terra e a outra para o céu, desejando proteger os dois mundos ao mesmo tempo. A exposição de Gill da Bíblia refere-se a pedir uma coisa e significar outra, honrar em palavras, mas não no coração, confuso na mente..
Clarke comentou sobre o Deuteronômio 26:17 e a teologia judaica a respeito de ser de coração duplo, em que o rabino Tanchum (fol. 84) observou: "Eis que a Escritura exorta os israelitas e diz a eles quando oram, que não devem tem dois corações, um para o santo e abençoado Deus, e outro para outra coisa." Clarke comenta que "Tiago se refere aos judeus que estavam se esforçando para incorporar a lei com o Evangelho, que estavam divididos em suas mentes e afeições, não querendo desistir dos ritos levíticos, e ainda não querendo renunciar ao Evangelho. Tal as pessoas não poderiam progredir nas coisas divinas".
A Igreja Católica não considera todos os que têm visões heréticas de má-fé: por exemplo, pessoas que buscam a verdade com seriedade e levam uma vida exemplar.

## Em filosofia, psicologia e psicanálise

### Psicanálise freudiana
A psicanálise freudiana responde como o autoengano de má-fé é possível ao postular uma dimensão inconsciente de nosso ser que é amoral, enquanto o consciente é de fato regulado pela moral, pela lei e pelo costume, realizado pelo que Freud chama de repressão. Os verdadeiros desejos do inconsciente se expressam como realização de desejos em sonhos, ou como uma posição ética tomada inconscientemente para satisfazer os desejos da mente inconsciente.

### Valores de verdade
Há controvérsias sobre se as proposições feitas de má-fé são verdadeiras ou falsas, como quando um hipocondríaco tem uma queixa sem nenhum sintoma físico.

### Budismo zen
Os praticantes do zen afirmam não estar sujeitos à "má-fé" do "autoengano", pois não explicam uma motivação para a ação, como faria um racionalista. Um racionalista deve racionalizar um desejo irracional que está realmente enraizado no corpo e no inconsciente como se não estivesse.